# فرد وادزورث
فرد وادزورث (بالإنجليزية: Fred Wadsworth)‏ هو لاعب غولف أمريكي، ولد في 17 يوليو 1962 في ميونخ في ألمانيا.

## وصلات خارجية
- فرد وادزورث على موقع رابطة لاعبي الغولف المحترفين (الإنجليزية)